# Saint-Avre
Saint-Avre est une commune française située dans le département de la Savoie, en région Auvergne-Rhône-Alpes.

### Relief et géologie

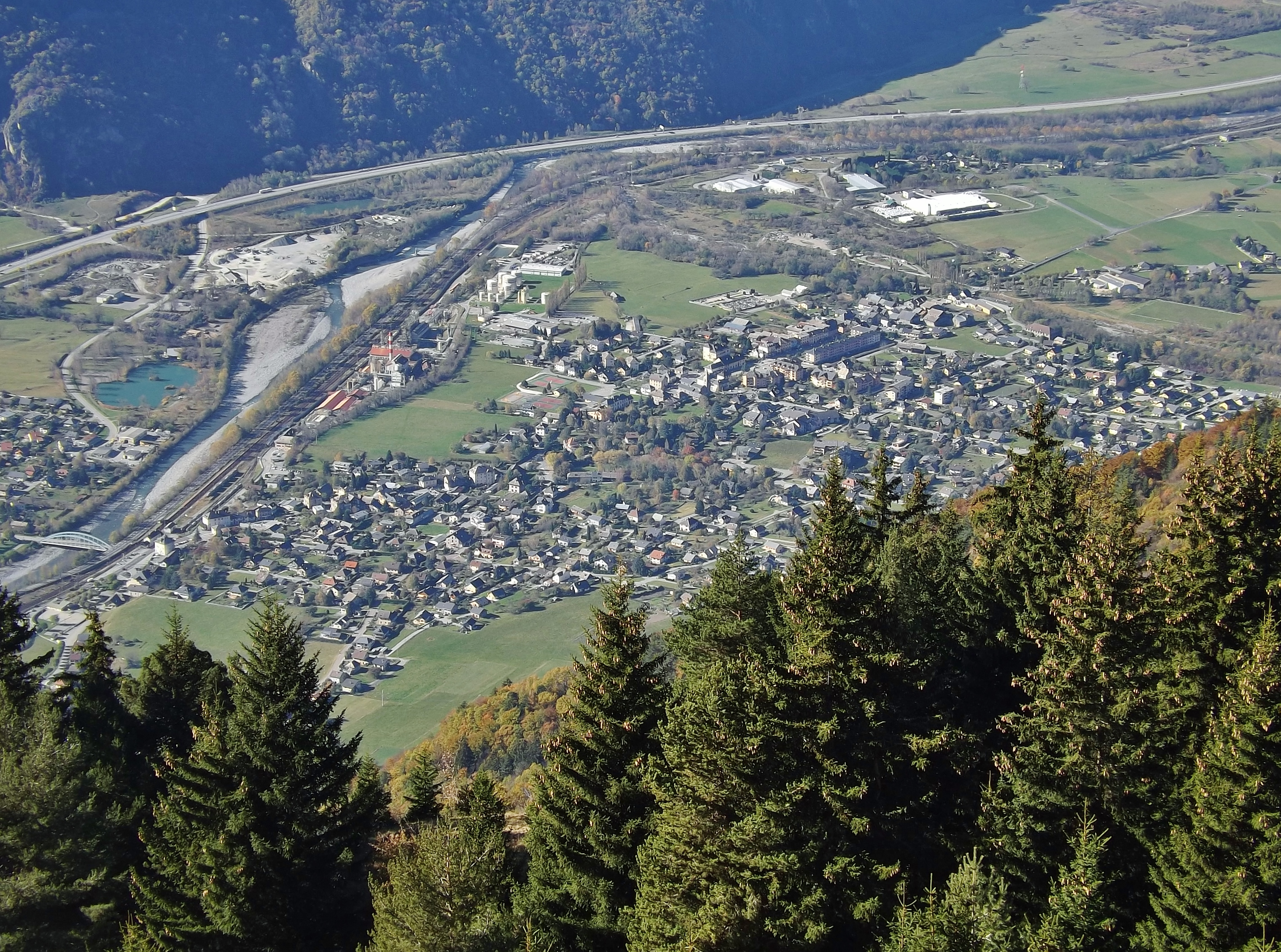
Vue de Saint-Avre (au premier plan), de l'Arc et de l'A43 au second plan à gauche, depuis le mont du Fût.

## Géographie

### Localisation
Saint-Avre est une commune de la vallée de la Maurienne, limitrophe de La Chambre avec laquelle elle forme une seule agglomération.

### Communes limitrophes
| La Chambre              | Saint-Martin-sur-la-Chambre | Montaimont  |
| Saint-Étienne-de-Cuines | Saint-Avre                  | Montvernier |
| Sainte-Marie-de-Cuines  | Sainte-Marie-de-Cuines      | Montvernier |

### Hydrographie
La rivière l'Arc délimite l'ouest du territoire de la commune. Le Glandon, affluent de la rive gauche de l'Arc a sa confluence avec cette rivière, sur le territoire de la commune de Saint-Avre.
Le Nantuel, un ruisseau alimenté par la fonte des neiges, est souvent à sec en été.

### Catastrophes naturelles
Les marécages du bord de l'Arc, qui ont généré de nombreuses fièvres endémiques, ont été colmatés entre 1836 et 1863 et asséchés en 1890.

### Voies de communication et transports

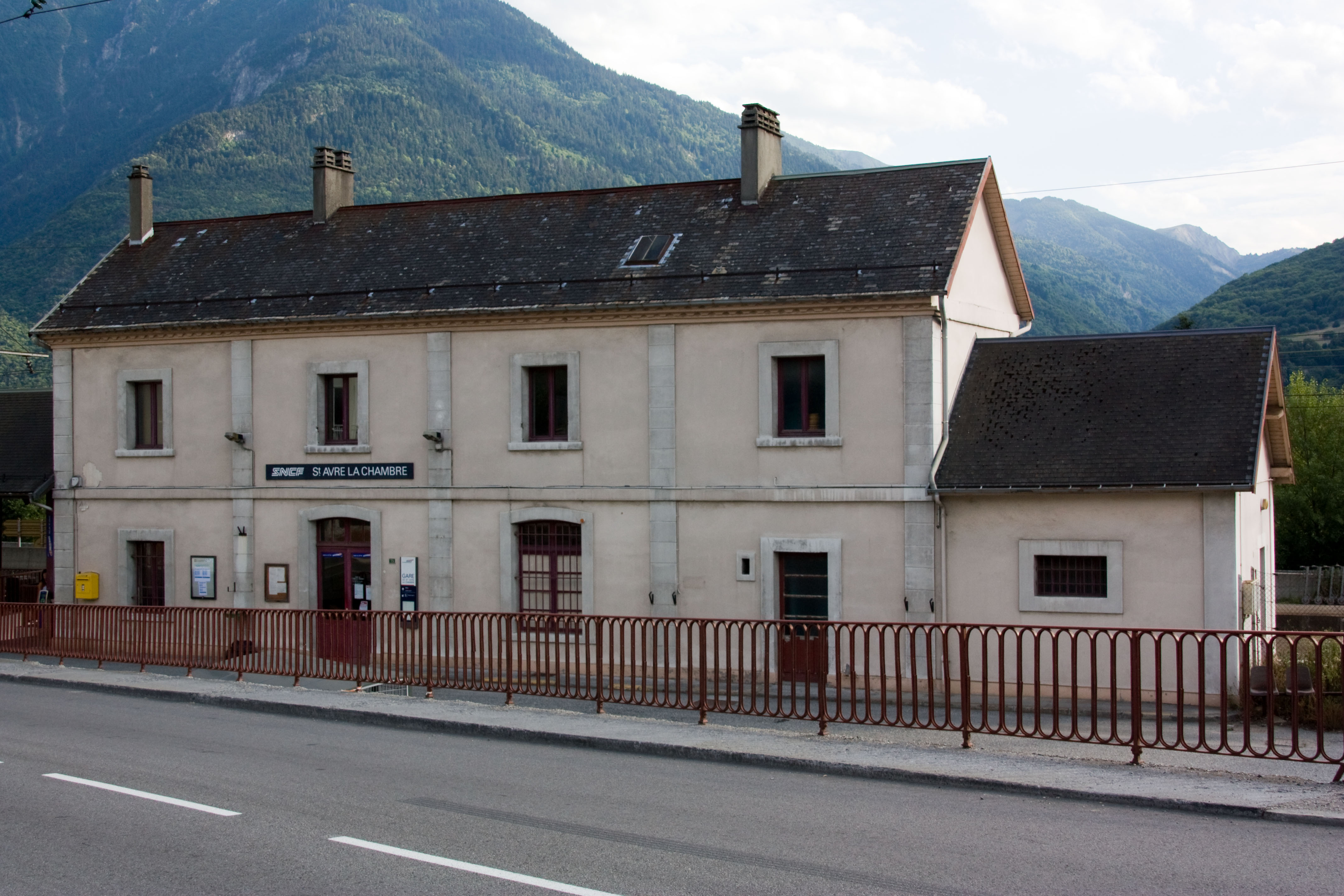
La gare de Saint-Avre - La Chambre.

#### Voies routières
La commune de Saint-Avre est accessible par l'autoroute A43, sortie no 26 La Chambre, et par la route départementale 1006 (ancienne nationale 6).
La route départementale D99A, qui traverse la commune, relie Saint-Avre à La Chambre, au nord-ouest, et à Saint-Martin-sur-la-Chambre, au nord.

#### Transport en commun
La gare de Saint-Avre - La Chambre dessert la commune par des liaisons TGV saisonnières en hiver en provenance de Paris, et par des trains TER en provenance de Lyon, Chambéry et Saint-Jean de Maurienne.

## Urbanisme

### Typologie
Au 1er janvier 2024, Saint-Avre est catégorisée bourg rural, selon la nouvelle grille communale de densité à sept niveaux définie par l'Insee en 2022.
Elle appartient à l'unité urbaine de Saint-Étienne-de-Cuines, une agglomération intra-départementale regroupant six  communes, dont elle est ville-centre,,. Par ailleurs la commune fait partie de l'aire d'attraction de Saint-Jean-de-Maurienne, dont elle est une commune de la couronne,. Cette aire, qui regroupe 26 communes, est catégorisée dans les aires de moins de 50 000 habitants,.

### Occupation des sols
L'occupation des sols de la commune, telle qu'elle ressort de la base de données européenne d’occupation biophysique des sols Corine Land Cover (CLC), est marquée par l'importance des forêts et milieux semi-naturels (51,3 % en 2018), en diminution par rapport à 1990 (63,6 %). La répartition détaillée en 2018 est la suivante : 
forêts (51,3 %), zones urbanisées (21,1 %), zones industrielles ou commerciales et réseaux de communication (18,1 %), zones agricoles hétérogènes (9,5 %).
L'IGN met par ailleurs à disposition un outil en ligne permettant de comparer l’évolution dans le temps de l’occupation des sols de la commune (ou de territoires à des échelles différentes). Plusieurs époques sont accessibles sous forme de cartes ou photos aériennes : la carte de Cassini (XVIIIe siècle), la carte d'état-major (1820-1866) et la période actuelle (1950 à aujourd'hui).

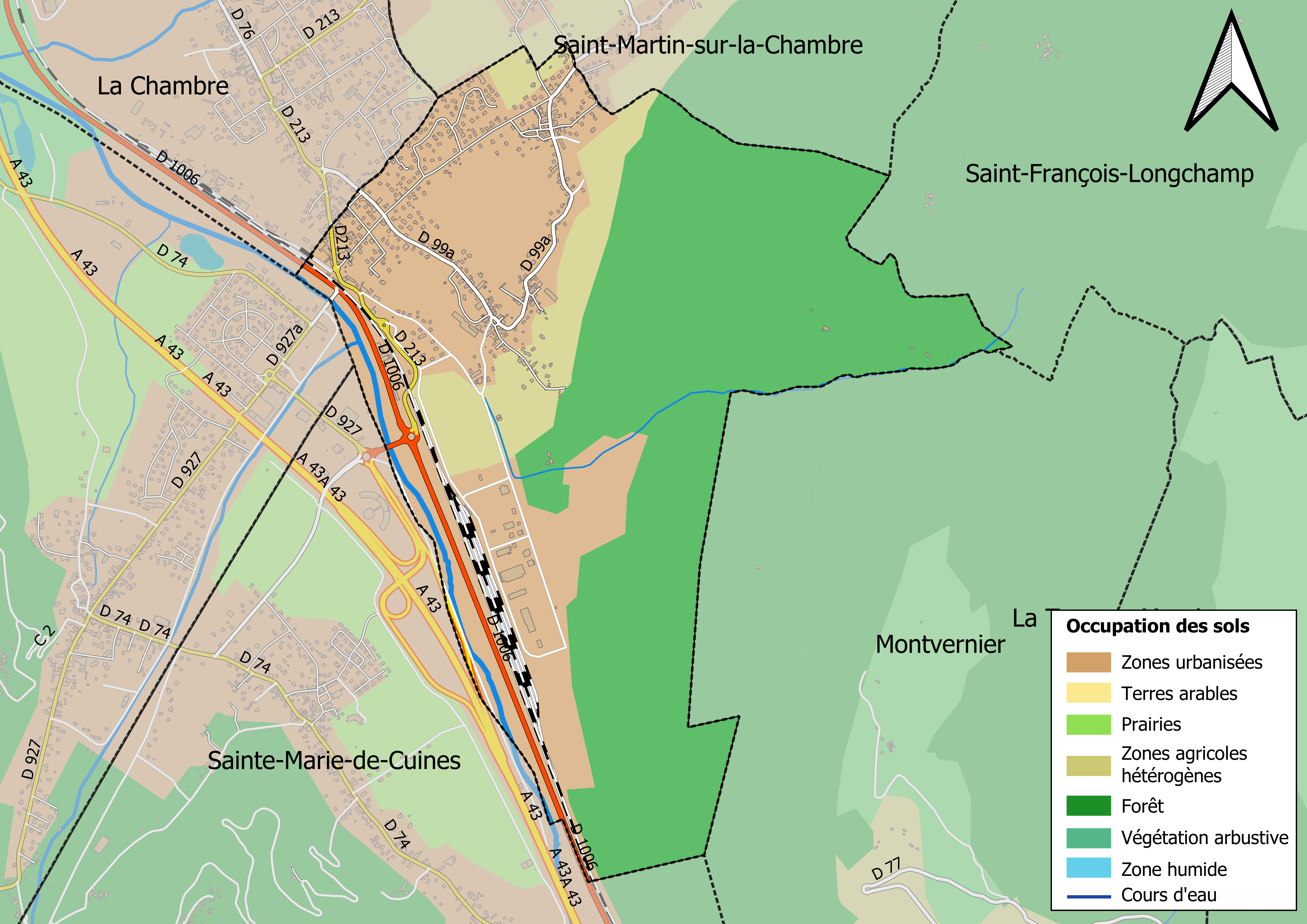
Carte des infrastructures et de l'occupation des sols en 2018 (CLC) de la commune.
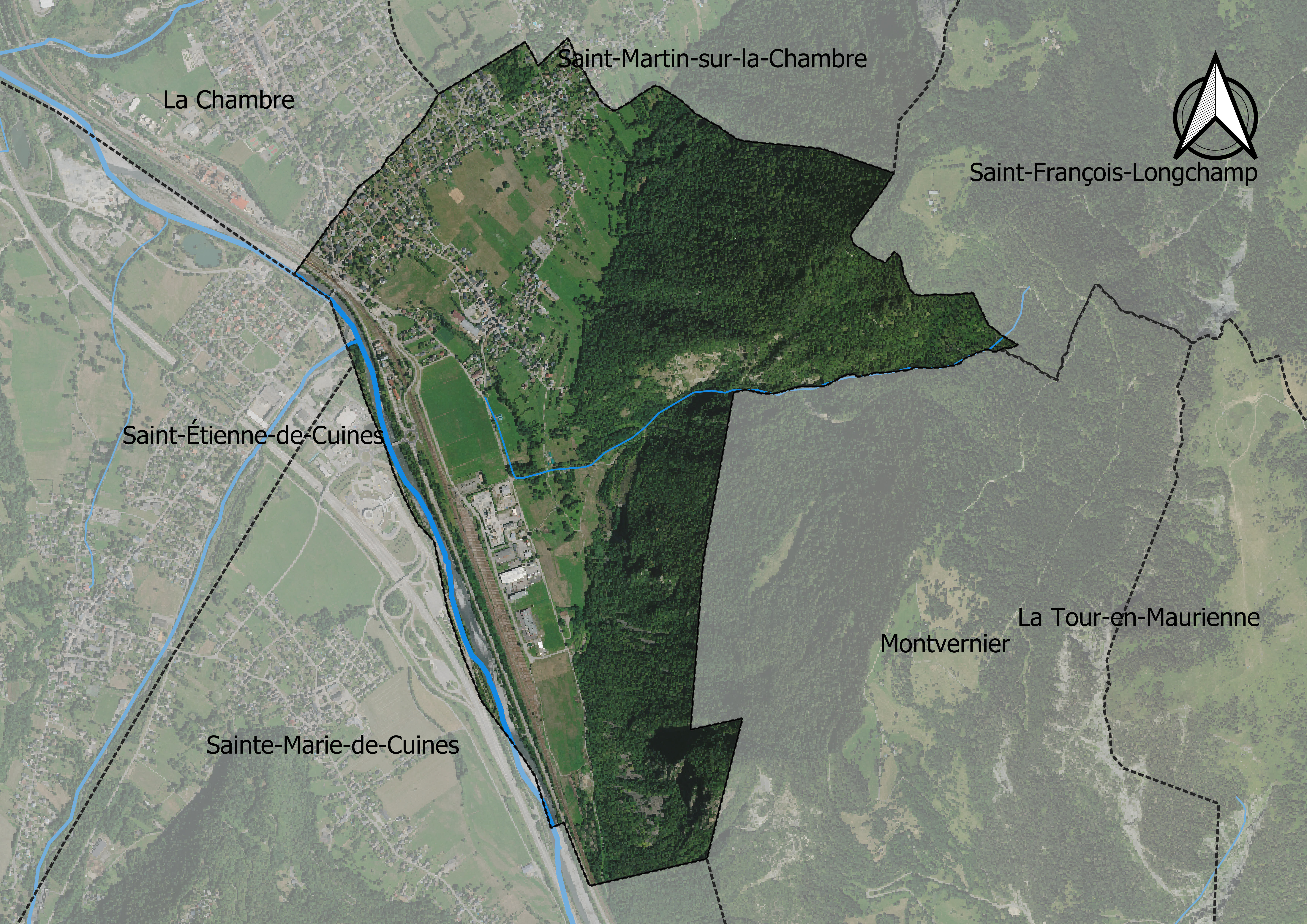
Carte orthophotogrammétrique de la commune.

## Toponymie
La première mention du toponyme remonte au XIIIe siècle, avec parochia Sancti Apri (1270), d'après le Cartulaire de Maurienne,. La paroisse est mentionnée, toujours dans le cartulaire, en 1393 sous la forme Sancti Apri. Selon la Mappe sarde (1730), la commune porte le nom de Saint Apvre avant de prendre la forme moderne en 1759.
Lors de l'occupation du duché de Savoie par les troupes révolutionnaires française à partir de 1792, la commune prend le nom d’Antichambre, ce nom vient du fait qu'en venant du Piémont, Saint-Avre est situé avant le chef-lieu du canton, La Chambre.
Saint-Avre provient du nom de saint éponyme (dit aussi Aper ou Aupre), originaire de Sens, que l'on invoque notamment pour guérir les rhumatismes. On trouve deux autres localités ayant un toponyme issu du saint : Saint-Aupre en Dauphiné et un ancien lieu-dit de la cité de Genève, aujourd'hui disparue.
En francoprovençal, le nom de la commune s'écrit Sant Ovre, selon la graphie de Conflans.

## Histoire

### Développement industriel
En Maurienne, l'arrivée du chemin de fer (1871) a coïncidé avec l'avènement de la houille blanche. Le même site devait idéalement réunir chute d'eau et établissement industriel. Dans bien des cas, c'est la chute d'eau qui a déterminé le choix de ce site, le raccordement à la voie ferrée s'avérant plus problématique comme à Prémont, La Sausaz ou Montricher. À Saint-Avre, la  situation a été inverse : c'est la disposition de vastes terrains plats excellemment situés en bordure de la voie ferrée qui a commandé la création d'une usine de carbure de calcium, l'énergie provenant de la centrale hydroélectrique du Glandon, sur la commune voisine de Sainte-Marie-de-Cuines. À partir de 1929, c'est elle qui approvisionnait l'usine de La Chambre. Elle employait 275 personnes en 1939. Elle a fermé en 1967 devant la concurrence des dérivés du pétrole.
Les établissements de pâtes alimentaires Bozon-Verduraz, installés sur la commune voisine de Saint-Étienne-de-Cuines bien avant la Grande Guerre de 1914-1918, se sont raccordés à la gare de Saint-Avre par un câble transporteur puis y ont installé un atelier de semoule de maïs et un silo de stockage.

## Politique et administration

### Administration locale
La commune est rattachée administrativement à l’arrondissement de Saint-Jean-de-Maurienne. Elle fait partie du canton de La Chambre jusqu'à sa suppression en 2015 et depuis cette date de celui de Saint-Jean-de-Maurienne. Enfin, elle est rattachée à la troisième circonscription de la Savoie.

### Administration municipale
Le nombre d'habitants au dernier recensement étant compris entre 500 et 1499, le nombre de membres du conseil municipal est de quinze.

### Liste des maires
| Période                                  | Période                     | Identité           | Étiquette | Qualité |
| ---------------------------------------- | --------------------------- | ------------------ | --------- | ------- |
| Les données manquantes sont à compléter. |                             |                    |           |         |
| 1947                                     | 1965                        | Gaston Tronel      |           |         |
| 1965                                     | 1971                        | René Viallet       |           |         |
| 1971                                     | 1983                        | Noël Halter        |           |         |
| 1983                                     | 1989                        | Georgette Beltrami |           |         |
| mars 1989                                | mars 2001                   | Antoine Martres    |           |         |
| mars 2001                                | En cours (au 30 avril 2014) | Simon Pouchoulin   |           |         |

## Population et société

### Démographie
Les habitants de la commune sont appelés les Saint-Avrains et les habitantes les Saint-Avrainches.

#### Évolution démographique
L'évolution du nombre d'habitants est connue à travers les recensements de la population effectués dans la commune depuis 1793. Pour les communes de moins de 10 000 habitants, une enquête de recensement portant sur toute la population est réalisée tous les cinq ans, les populations de référence des années intermédiaires étant quant à elles estimées par interpolation ou extrapolation. Pour la commune, le premier recensement exhaustif entrant dans le cadre du nouveau dispositif a été réalisé en 2005.

En 2022, la commune comptait 895 habitants, en évolution de +2,17 % par rapport à 2016 (Savoie : +3,63 %, France hors Mayotte : +2,11 %).
| 1793 | 1800 | 1806 | 1822 | 1838 | 1848 | 1858 | 1861 | 1866 |
| ---- | ---- | ---- | ---- | ---- | ---- | ---- | ---- | ---- |
| 194  | 189  | 198  | 235  | 231  | 276  | 270  | 246  | 230  |

| 1872 | 1876 | 1881 | 1886 | 1891 | 1896 | 1901 | 1906 | 1911 |
| ---- | ---- | ---- | ---- | ---- | ---- | ---- | ---- | ---- |
| 240  | 210  | 262  | 266  | 266  | 300  | 356  | 406  | 512  |

| 1921 | 1926 | 1931 | 1936 | 1946 | 1954 | 1962 | 1968 | 1975 |
| ---- | ---- | ---- | ---- | ---- | ---- | ---- | ---- | ---- |
| 445  | 440  | 545  | 489  | 500  | 458  | 529  | 568  | 579  |

| 1982 | 1990 | 1999 | 2005 | 2006 | 2010 | 2015 | 2020 | 2022 |
| ---- | ---- | ---- | ---- | ---- | ---- | ---- | ---- | ---- |
| 619  | 627  | 646  | 715  | 740  | 800  | 868  | 899  | 895  |

#### Pyramide des âges
En 2018, le taux de personnes d'un âge inférieur à 30 ans s'élève à 32,8 %, soit en dessous de la moyenne départementale (33,6 %). De même, le taux de personnes d'âge supérieur à 60 ans est de 25,4 % la même année, alors qu'il est de 26,7 % au niveau départemental.
En 2018, la commune comptait 449 hommes pour 429 femmes, soit un taux de 51,14 % d'hommes, largement supérieur au taux départemental (48,96 %).
Les pyramides des âges de la commune et du département s'établissent comme suit.
| Hommes | Classe d’âge | Femmes |
| ------ | ------------ | ------ |
| 1,1    | 90 ou +      | 1,8    |
| 4,8    | 75-89 ans    | 7,5    |
| 16,1   | 60-74 ans    | 19,6   |
| 22,2   | 45-59 ans    | 24,4   |
| 18,9   | 30-44 ans    | 18,2   |
| 17,0   | 15-29 ans    | 12,1   |
| 20,0   | 0-14 ans     | 16,4   |

| Hommes | Classe d’âge | Femmes |
| ------ | ------------ | ------ |
| 0,7    | 90 ou +      | 2      |
| 7,2    | 75-89 ans    | 9,9    |
| 17,1   | 60-74 ans    | 18     |
| 21,1   | 45-59 ans    | 20,4   |
| 18,9   | 30-44 ans    | 18,4   |
| 17,2   | 15-29 ans    | 15,1   |
| 17,7   | 0-14 ans     | 16,2   |

### Vie associative et culturelle
La commune dispose d'une salle polyvalente et d'un four à pain communal.

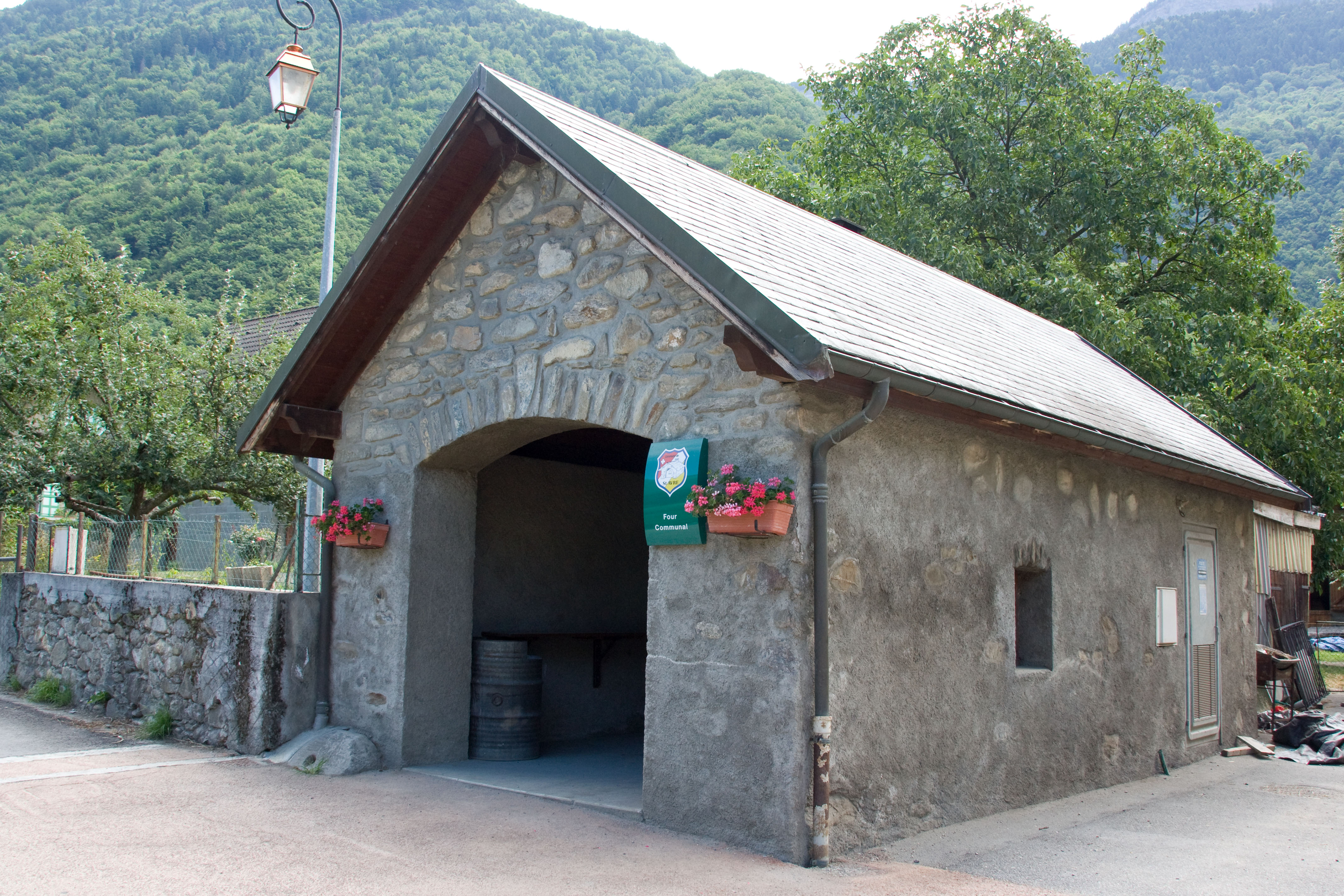
Le four à pain communal.
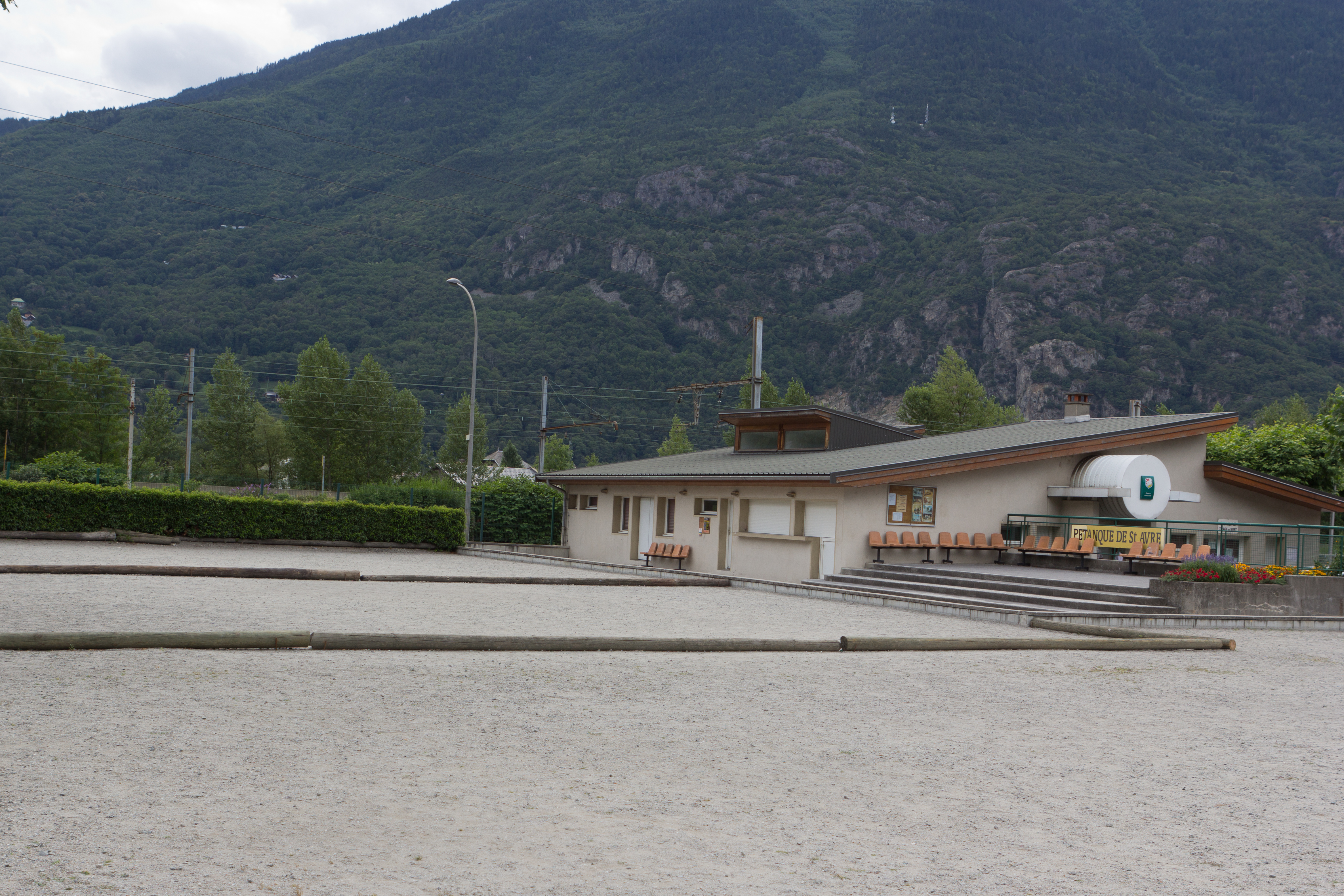
La salle polyvalente et le boulodrome.

### Sports
En dehors d'un boulodrome, la commune ne dispose pas d’infrastructures sportives notables.

### Lieux de cultes

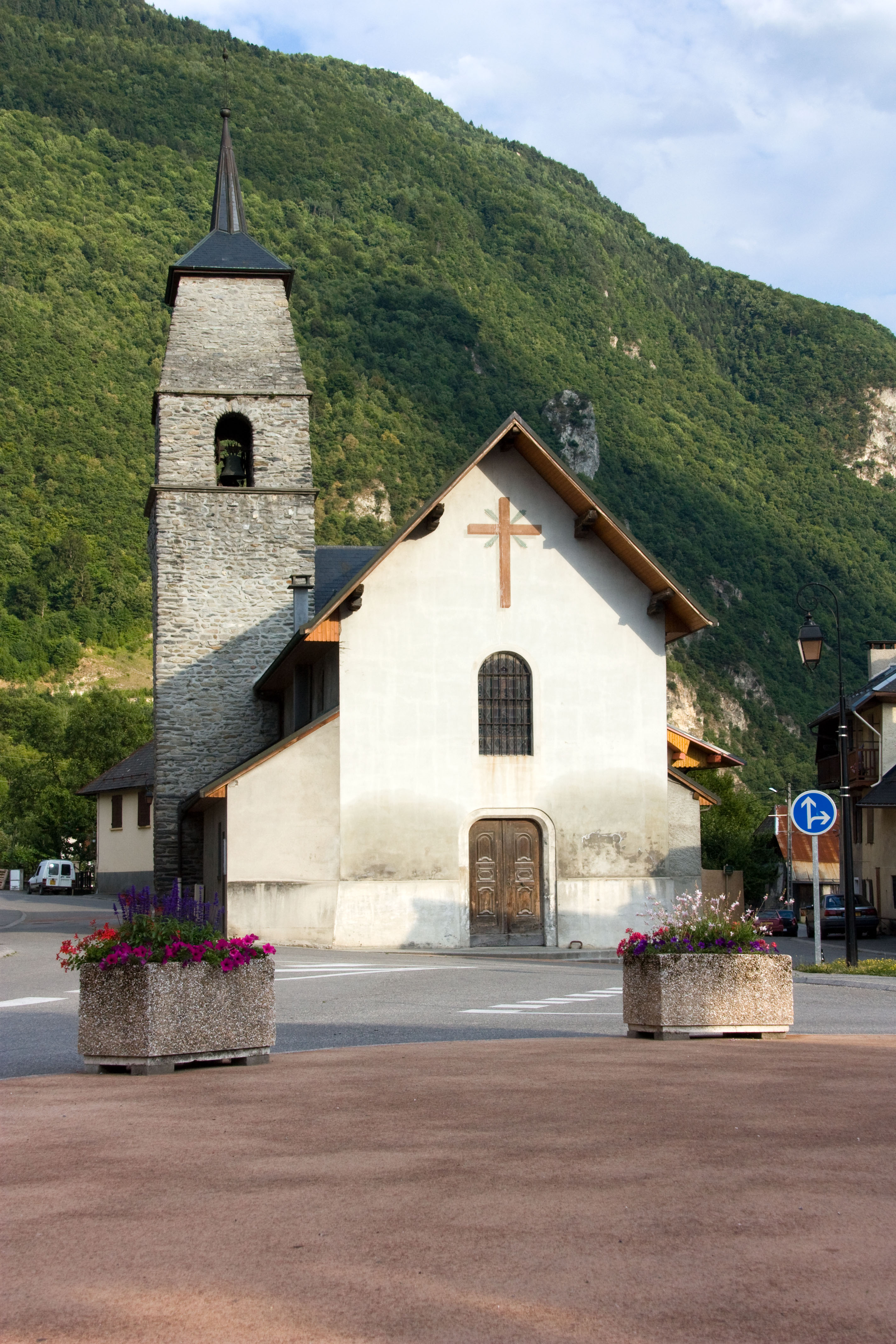
L'église de Saint-Avre.

Saint-Avre dépend de la paroisse catholique de Sainte-Madeleine - La Chambre, rattachée au doyenné de Maurienne et à l'archidiocèse de Savoie.

### Enseignement
La commune est rattachée à l'académie de Grenoble.

## Culture locale et patrimoine

### Lieux et monuments
- Le monument aux morts.
- L'église a été construite au XIIIe siècle dans le style roman, dont il reste le clocher, décapité sur ordre d'Albitte pendant la période révolutionnaire. Au XVIIIe siècle, l'église est reconstruite en style baroque dont il reste la sacristie actuelle et une partie du mobilier (deux statues, tableau, croix du chœur, tabernacle). Tombée en ruine, elle est reconstruite en 1948 dans un style sarde avec des bandes lombardes. L'extérieur est restauré entre 1962 et 1964, puis de nouveau en 2009. Enfin, le chœur est repeint en 1991.

### Héraldique
| Blason de Saint-Avre | Blason  | Tiercé en barre de gueules, d'argent et d'or ; à la bordure d'argent et d'azur ; un four banal du lieu d'argent brochant sur le tout et surmonté à dextre d'une croisette du même chargeant le gueules. |
| Blason de Saint-Avre | Détails | Le statut officiel du blason reste à déterminer. |